# Sounders de Seattle (MLS)
Pour les articles homonymes, voir Sounders de Seattle.
Maillots
Actualités
Dernière mise à jour : 8 Juillet 2024.
Les Sounders de Seattle (en anglais : Seattle Sounders FC) sont un club franchisé américain de football (soccer) évoluant dans la Major League Soccer et étant basé à Seattle.
Fondé en 1994, le club a obtenu une place en MLS pour la saison 2009. Les Sounders jouent leurs matchs à domicile au CenturyLink Field de Seattle et sont célèbres pour jouer devant les plus fortes affluences de la MLS.

## Histoire
Le club des Seattle Sounders est fondé en 1994 sous le même nom qu'une franchise disparue qui évolue de 1974 à 1983 en NASL.
En A-League puis en USL First Division, les Sounders remportent quatre titres, en 1995, 1996, 2005, et 2007. Seattle termine aussi au sommet du classement à l'issue de la saison régulière en 1994, 2002 et 2007. Toujours bien placés en saison régulière, les Sounders ont aussi quelques titres de division à leur palmarès. En 2006, Seattle forme un partenariat avec Cambridge United, club dans lequel le président des Sounders, Adrian Hanauer, est également présent.

### Expansion de la MLS
En 2009, un porte-parole de la MLS annonce que les Sounders deviennent une équipe d'expansion à compter de la saison 2009. Le nom de la franchise est dévoilé le 7 avril 2008 comme Seattle Sounders FC, perdurant la tradition liée au nom de l'ancienne franchise de NASL.
Le club appartient à différents investisseurs. L'investisseur principal est le producteur d'Hollywood, Joe Roth. Adrian Hanauer, propriétaire des  Sounders de Seattle évoluant en Première division de la USL, Paul Allen, cofondateur de Microsoft et propriétaire des Seattle Seahawks et des Trail Blazers de Portland, ainsi que le comédien Drew Carey ont également investi dans ce club. Pour pouvoir participer à la Major League Soccer (MLS), la franchise a dû payer trente millions de dollars, dix millions de dollars de plus que le dernier club à avoir intégré la MLS, les Earthquakes de San José.
Les Sounders jouent devant 64 140 spectateurs au Qwest Field le 15 octobre 2011, à l'occasion du dernier match en saison régulière de la carrière de Kasey Keller, portier emblématique de l'histoire du club.

## Palmarès et résultats

### Palmarès
| Compétitions nationales | Compétitions internationales | Trophées mineurs |
| - Coupe MLS (2) - Vainqueur : 2016, 2019. - Finaliste : 2017 et 2020. - Supporters' Shield (1) - Vainqueur : 2014. - Lamar Hunt US Open Cup (4) - Vainqueur : 2009, 2010, 2011 et 2014. - USL First Division (2) - Vainqueur : 2005 et 2007. - Vainqueur de la saison régulière : 2002 et 2007. | - Ligue des champions de la CONCACAF (1) - Sept participations. - Vainqueur : 2022. - Leagues Cup - Finaliste : 2021. - Coupe du monde des clubs - Une participation en 2022. | - Cascadia Cup (7) - Vainqueur : 2006, 2007, 2011, 2015, 2018, 2019 et 2021. - Community Shield (2) - Vainqueur : 2011 et 2012. - Heritage Cup (7) - Vainqueur : 2010, 2011, 2013, 2016, 2017, 2018, 2019 et 2021. - Desert Diamond Cup (1) - Vainqueur : 2013. |

### Bilan par saison
| Saison        | Niv. | Ligue    | Saison régulière | Saison régulière | Saison régulière | Saison régulière | Saison régulière | Saison régulière | Saison régulière | Position | Position | Séries éliminatoires      | US Open Cup         | Ligue des champions CONCACAF | Affl. moy. saison régulière | Affl. moy. séries éliminat. |
| Saison        | Niv. | Ligue    | M                | V                | N                | D                | BP               | BC               | Pts              | Conf.    | Ligue    | Séries éliminatoires      | US Open Cup         | Ligue des champions CONCACAF | Affl. moy. saison régulière | Affl. moy. séries éliminat. |
| ------------- | ---- | -------- | ---------------- | ---------------- | ---------------- | ---------------- | ---------------- | ---------------- | ---------------- | -------- | -------- | ------------------------- | ------------------- | ---------------------------- | --------------------------- | --------------------------- |
| 1994          | 1    | APSL     | 20               | 14               | -                | 6                | 38               | 16               | 121              | -        | 1er/7    | Demi-finale               | Non inscrit         | Non qualifié                 | 6 347                       | 8 448                       |
| 1995          | 2    | A-League | 24               | 18               | -                | 6                | 40               | 24               | 51               | -        | 2e/6     | Champion                  | Demi-finale         | Non qualifié                 | 4 571                       | 4 693                       |
| 1996          | 2    | A-League | 27               | 16               | -                | 11               | 35               | 25               | 40               | -        | 3e/7     | Champion                  | Quart de finale     | Non qualifié                 | 3 750                       | 5 065                       |
| 1997          | 2    | A-League | 28               | 18               | -                | 10               | 42               | 19               | 50               | 2e/6     | 5e/24    | Finale de division        | Non qualifié        | Non qualifié                 | 2 873                       | N/C                         |
| 1998          | 2    | A-League | 28               | 18               | -                | 10               | 63               | 28               | 52               | 2e/7     | 6e/28    | Demi-finale de conférence | Non qualifié        | Non qualifié                 | 2 902                       | 3 975                       |
| 1999          | 2    | A-League | 28               | 19               | -                | 9                | 56               | 36               | 81               | 3e/7     | 6e/30    | Demi-finale de conférence | Troisième tour      | Non qualifié                 | 2 243                       | 3 705                       |
| 2000          | 2    | A-League | 28               | 18               | 3                | 7                | 56               | 38               | 85               | 1er/6    | 4e/25    | Demi-finale de conférence | Deuxième tour       | Non qualifié                 | 2 143                       | 2 596                       |
| 2001          | 2    | A-League | 26               | 13               | 1                | 12               | 40               | 39               | 57               | 5e/7     | 12e/21   | Non qualifié              | Deuxième tour       | Non qualifié                 | 1 885                       | N/Q                         |
| 2002          | 2    | A-League | 28               | 23               | 1                | 4                | 71               | 27               | 107              | 1er/7    | 1er/18   | Demi-finale de conférence | Troisième tour      | Non qualifié                 | 4 087                       | 3 917                       |
| 2003          | 2    | A-League | 28               | 16               | 5                | 7                | 45               | 24               | 53               | 1er/4    | 3e/19    | Finale de conférence      | Quart de finale     | Non qualifié                 | 3 357                       | 2 684                       |
| 2004          | 2    | A-League | 28               | 13               | 4                | 11               | 40               | 34               | 43               | 4e/7     | 9e/16    | Finale                    | Non qualifié        | Non qualifié                 | 2 874                       | 2 993                       |
| 2005          | 2    | USL-1    | 28               | 11               | 11               | 6                | 33               | 25               | 44               | -        | 4e/12    | Champion                  | Troisième tour      | Non qualifié                 | 2 885                       | 4 417                       |
| 2006          | 2    | USL-1    | 28               | 11               | 4                | 13               | 42               | 48               | 37               | -        | 7e/12    | Non qualifié              | Troisième tour      | Non qualifié                 | 3 693                       | N/Q                         |
| 2007          | 2    | USL-1    | 28               | 16               | 6                | 6                | 37               | 23               | 54               | -        | 1er/12   | Champion                  | Demi-finale         | Non qualifié                 | 3 396                       | 3 913                       |
| 2008          | 2    | USL-1    | 30               | 10               | 10               | 10               | 37               | 36               | 40               | -        | 6e/11    | Quart de finale           | Demi-finale         | Non qualifié                 | 3 386                       | 2 865                       |
| Entrée en MLS |      |          |                  |                  |                  |                  |                  |                  |                  |          |          |                           |                     |                              |                             |                             |
| Saison        | Niv. | Ligue    | Saison régulière | Saison régulière | Saison régulière | Saison régulière | Saison régulière | Saison régulière | Saison régulière | Position | Position | Coupe MLS                 | US Open Cup         | Ligue des champions CONCACAF | Affl. moy. saison régulière | Affl. moy. séries éliminat. |
| Saison        | Niv. | Ligue    | M                | V                | N                | D                | BP               | BC               | Pts              | Conf.    | Ligue    | Coupe MLS                 | US Open Cup         | Ligue des champions CONCACAF | Affl. moy. saison régulière | Affl. moy. séries éliminat. |
| 2009          | 1    | MLS      | 30               | 12               | 11               | 7                | 38               | 29               | 47               | 3e/8     | 4e/15    | Demi-finale de conférence | Champion            | Non qualifié                 | 31 203                      | 35 807                      |
| 2010          | 1    | MLS      | 30               | 14               | 6                | 10               | 39               | 35               | 48               | 4e/8     | 6e/16    | Demi-finale de conférence | Champion            | Phase de groupes             | 36 173                      | 35 521                      |
| 2011          | 1    | MLS      | 34               | 18               | 9                | 7                | 56               | 37               | 63               | 2e/9     | 2e/18    | Demi-finale de conférence | Champion            | Non qualifié                 | 38 496                      | 36 021                      |
| 2012          | 1    | MLS      | 34               | 15               | 11               | 8                | 51               | 33               | 56               | 3e/9     | 7e/19    | Finale de conférence      | Finaliste           | Quart de finale              | 43 144                      | 39 758                      |
| 2013          | 1    | MLS      | 34               | 15               | 7                | 12               | 42               | 42               | 52               | 4e/9     | 6e/19    | Demi-finale de conférence | Troisième tour      | Demi-finale                  | 44 038                      | 35 355                      |
| 2014          | 1    | MLS      | 34               | 20               | 4                | 10               | 65               | 50               | 64               | 1er/9    | 1er/19   | Finale de conférence      | Champion            | Non qualifié                 | 43 734                      | 42 835                      |
| 2015          | 1    | MLS      | 34               | 15               | 6                | 13               | 44               | 36               | 51               | 4e/10    | 6e/20    | Demi-finale de conférence | Quatrième tour      | Non qualifié                 | 44 247                      | 39 568                      |
| 2016          | 1    | MLS      | 34               | 14               | 6                | 14               | 44               | 43               | 48               | 4e/10    | 7e/20    | Champion                  | Quart de finale     | Quart de finale              | 42 636                      | 38 666                      |
| 2017          | 1    | MLS      | 34               | 14               | 9                | 11               | 52               | 39               | 53               | 2e/11    | 7e/22    | Finale                    | Huitièmes de finale | Non qualifié                 | 43 666                      | 42 443                      |
| 2018          | 1    | MLS      | 34               | 18               | 5                | 11               | 52               | 37               | 59               | 2e/12    | 4e/23    | Demi-finale de conférence | Quatrième tour      | Quart de finale              | 40 641                      | 39 452                      |
| 2019          | 1    | MLS      | 34               | 16               | 8                | 10               | 52               | 49               | 56               | 2e/12    | 4e/24    | Champion                  | Quatrième tour      | Non qualifié                 | 40 247                      | 48 239                      |
| 2020          | 1    | MLS      | 22               | 11               | 6                | 5                | 44               | 23               | 39               | 2e/12    | 6e/26    | Finale                    | Annulée             | Huitièmes de finale          | 36 603                      | N/A                         |
| 2021          | 1    | MLS      | 34               | 17               | 9                | 8                | 53               | 33               | 60               | 2e/13    | 3e/27    | Premier tour              | Non tenue           | Non qualifié                 | 25 125                      | 34 012                      |
| 2021          | 1    | MLS      | 34               | 17               | 9                | 8                | 53               | 33               | 60               | 2e/13    | 3e/27    | Premier tour              | Non tenue           | Finale (LC)                  | 25 125                      | 34 012                      |
| 2022          | 1    | MLS      | 34               | 12               | 5                | 17               | 47               | 46               | 41               | 11e/14   | 21e/28   | Non qualifié              | Quatrième tour      | Champion                     | 33 607                      | N/Q                         |

### Meilleurs buteurs par saison
| Saison | Meilleurs buteurs | Meilleurs buteurs |
| Saison | Joueurs           | Buts              |
| ------ | ----------------- | ----------------- |
| 2009   | Fredy Montero     | 13                |
| 2010   | Fredy Montero     | 12                |
| 2011   | Fredy Montero     | 18                |
| 2012   | Fredy Montero     | 17                |
| 2012   | Eddie Johnson     | 17                |
| 2013   | Eddie Johnson     | 12                |

| Saison | Meilleurs buteurs | Meilleurs buteurs |
| Saison | Joueurs           | Buts              |
| ------ | ----------------- | ----------------- |
| 2014   | Obafemi Martins   | 19                |
| 2015   | Obafemi Martins   | 16                |
| 2016   | Jordan Morris     | 14                |
| 2017   | Clint Dempsey     | 12                |
| 2018   | Raúl Ruidíaz      | 13                |

| Saison | Meilleurs buteurs | Meilleurs buteurs |
| Saison | Joueurs           | Buts              |
| ------ | ----------------- | ----------------- |
| 2019   | Raúl Ruidíaz      | 15                |
| 2020   | Raúl Ruidíaz      | 14                |
| 2021   | Raúl Ruidíaz      | 19                |
| 2022   | Raúl Ruidíaz      | 12                |
| 2022   | Nicolás Lodeiro   | 12                |

## Identité du club
Le club a annoncé le nom de l'équipe, le 7 avril 2008, ainsi que le logo de l'équipe et les couleurs lors d'une présentation au Space Needle de Seattle. Un vote en ligne a déterminé le nom de l'équipe, Seattle Sounders. Les internautes avaient le choix au début entre Seattle FC, Seattle Republic et Seattle Alliance. Le choix Seattle Sounders a été rajouté par la suite à cause de la réaction des fans qui voulaient garder le nom des Sounders, nom historique de deux clubs de soccer à Seattle. Sounders fait référence à l'endroit où se situe Seattle dans le Puget Sound. 49 % des votants des 14 500 votes ont opté pour le nom Sounders.

Logo en 2004.
Logo en 2005.
Logo de 2005 à 2008.
Logo de 2009 à 2023.
Logo depuis 2024.

## Stades

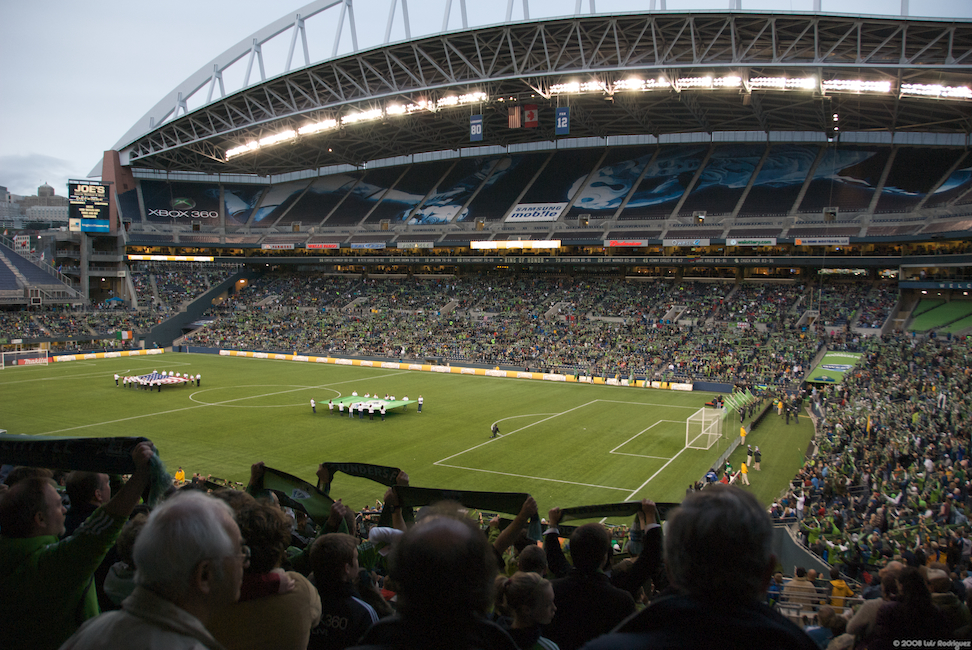
Partisans dans la tribune inférieure du Qwest Field.

- 1994–1998, 2000–2003 : Memorial Stadium à Seattle, Washington (12 000 places).
- 1994–1996 : Tacoma Dome à Tacoma, Washington (5 000 à 23 000 places).
- 2008 : Starfire Sports Complex à Tukwila, Washington (4 500 places) avec quelques rencontres occasionnelles en 2005 et 2006.
- 2003–2007, 2009– : CenturyLink Field à Seattle, Washington (41 500 jusqu'à 69 000 places).

Le Seattle Sounders FC joue ses matchs à domicile au Qwest Field, basé à Seattle, qui est aussi le stade des Seattle Seahawks.
Le CenturyLink Field est un stade de 67 000 places conçu pour le soccer et le football américain.
Pour les matchs de soccer, la partie haute du stade sont recouvertes de tarp, abaissant la capacité du stade à 27 000 places pour créer une « atmosphère plus intimiste ».
À la suite des nombreuses places vendues et après avoir joué à guichets fermés lors de son match d'ouverture avec le stade d'une capacité de 32 400 places, la capacité du stade est passée à 27 700 places puis à 32 400 places.
Le club s'entraîne au Starfire Sports Complex situé à Tukwila (Washington).

## Rivalités
Depuis leur création, les Sounders ont toujours entretenu deux rivalités très fortes au niveau régional. La première est contre les Timbers de Portland au sud tandis que la seconde est face aux Whitecaps de Vancouver au nord. Cette rivalité entre ces trois franchises historiques, Cascadia Cup (du nom de la région de la Cascadia) remonte aux rencontres de NASL. Les Sounders ont remporté cette compétition en 2006, 2007, 2011 et 2015. Le duel face aux Timbers est l'un des plus anciens du pays puisqu'il commença en 1975.

## Groupes de partisans
À l'époque de la NASL, les Sounders de Seattle étaient soutenus par le Seattle Sounders Booster Club. Lorsque les Sounders revoient le jour en 1994, un nouveau groupe de partisan est créé, se baptisant The Pod, en hommage à l'orque figurant sur le logo du club. En 2005, alors que ce groupe peine à survivre, les Emerald City Supporters font leur apparition et sont caractérisés par leur devise No Equal la même saison où les Sounders remportent le titre de USL-1 en 2007. Cette même année, un groupe nommé Sounders Légion débute aussi ses activités.

## Joueurs et personnalités du club

### Entraîneurs
Le tableau suivant présente la liste des entraîneurs du club depuis 1994.
| Rang | Entraîneur      | Nationalité | Début            | Fin              | Ligue          | Matchs | Victoires | Nuls | Défaites | % victoires | Palmarès                                                                      |
| ---- | --------------- | ----------- | ---------------- | ---------------- | -------------- | ------ | --------- | ---- | -------- | ----------- | ----------------------------------------------------------------------------- |
| 1    | Alan Hinton     | Angleterre  | Début 1994       | 22 janvier 1996  | APSL A-League  | 52     | 37        | -    | 15       | 71.15%      | 1x A-League (1995)                                                            |
| 2    | Neil Megson     | États-Unis  | 3 mars 1996      | 19 avril 2001    | A-League       | 155    | 96        | 3    | 56       | 61.94%      | 1x A-League (1996)                                                            |
| 3    | Bernie James    | États-Unis  | 19 avril 2001    | 8 novembre 2001  | A-League       | 26     | 13        | 1    | 12       | 50%         |                                                                               |
| 4    | Brian Schmetzer | États-Unis  | 29 novembre 2001 | 16 décembre 2008 | A-League USL-1 | 239    | 121       | 48   | 70       | 50.63%      | 1x USL-1 (2005, 2007)                                                         |
| 5    | Sigi Schmid     | Allemagne   | 16 décembre 2008 | 26 juillet 2016  | MLS            | 331    | 158       | 69   | 104      | 47.73%      | 4x Coupe des États-Unis (2009, 2010, 2011, 2014) 1x Supporters' Shield (2014) |
| 6    | Brian Schmetzer | États-Unis  | 26 juillet 2016  | En poste         | MLS            | 251    | 120       | 58   | 73       | 47.81%      | 2x Coupe MLS (2016, 2019) 1x Ligue des champions (2022)                       |

### Effectif actuel (2025)

#### Joueurs prêtés
Le tableau suivant liste les joueurs en prêt pour la saison 2023.
| Joueurs prêtés                                                                     |    |      |     |                   |           |              |  |
| \| N° \| P. \| Nat. \| Nom \| Date de naissance \| Sélection \| Club en prêt \| \| |    |      |     |                   |           |              |  |
| N°                                                                                 | P. | Nat. | Nom | Date de naissance | Sélection | Club en prêt |  |

| N° | P. | Nat. | Nom | Date de naissance | Sélection | Club en prêt |  |

## Defiance de Tacoma
Maillots
Actualités
Basé à Tacoma, Washington, le Defiance de Tacoma évolue en USL Championship, le deuxième niveau dans la hiérarchie nord-américaine. L'équipe souvent alors baptisée Seattle Sounders FC 2 est annoncée le 14 octobre 2014 comme l'équipe réserve des Sounders de Seattle. L'équipe est opérée par les Sounders de Seattle tandis que 20 % de la franchise est la propriété du Sounders Community Trust, une organisation à but non lucratif.

### Histoire
La création de la franchise est officialisée le 14 octobre 2014 lors d'un événement tenu au musée Chihuly Garden and Glass. La nouvelle équipe évolue au Starfire Sports Complex de Tukwila. Par la suite, le 13 novembre suivant, l'entraîneur-adjoint de l'équipe première, Ezra Hendrickson, est nommé comme premier entraîneur-chef des Sounders 2.
Les S2 jouent leur rencontre inaugurale le 21 mars 2015, l'emportant 4-2 contre les champions en titre du Republic de Sacramento. Andy Craven inscrit le premier but de l'histoire de la jeune franchise. Pour leur seconde partie, les jeunes des Sounders 2 affrontent l'équipe réserve des Whitecaps de Vancouver, les Whitecaps FC 2, et le score final de 4-0 va en faveur des S2, Darwin Jones inscrivant un triplé pour offrir la victoire aux siens.
À compter de l'édition 2016 de la Lamar Hunt US Open Cup, les équipes réserves de franchises de MLS ne sont plus éligibles à participer à la compétition.
Le 30 janvier 2019, après un vote populaire pour suggérer le nouveau nom de l'équipe, le choix est arrêté sur le Defiance de Tacoma qui arbore pour l'occasion un nouveau logo.

### Logos et couleurs
Entre 2015 et 2018, les couleurs de l'équipe sont héritées de celles de l'équipe première. Après le changement d'identité, le noir devient plus prédominant, tant sur le logo que sur les uniformes portés par les joueurs.

Logo de 2015 à 2018.
Logo depuis 2019.

### Stades
Entre 2015 et 2017, les Sounders 2 ont pour domicile le Starfire Sports Complex situé à Tukwila, en banlieue de Seattle. Mais, dès 2018, l'équipe déménage au Cheney Stadium de Tacoma en attendant de construire son propre stade.

### Bilan par saison
| Saison | Niv. | Ligue            | Saison régulière | Saison régulière | Saison régulière | Saison régulière | Saison régulière | Saison régulière | Saison régulière | Position | Position | Séries USL   | US Open Cup    | Affl. moy. saison régulière | Affl. moy. séries éliminat. |
| Saison | Niv. | Ligue            | M                | V                | N                | D                | BP               | BC               | Pts              | Conf.    | Ligue    | Séries USL   | US Open Cup    | Affl. moy. saison régulière | Affl. moy. séries éliminat. |
| ------ | ---- | ---------------- | ---------------- | ---------------- | ---------------- | ---------------- | ---------------- | ---------------- | ---------------- | -------- | -------- | ------------ | -------------- | --------------------------- | --------------------------- |
| 2015   | 3    | USL              | 28               | 13               | 3                | 12               | 45               | 42               | 42               | 6e/12    | 9e/24    | Premier tour | Quatrième tour | 2 045                       | N/A                         |
| 2016   | 3    | USL              | 30               | 9                | 8                | 13               | 35               | 50               | 35               | 12e/15   | 20e/29   | Non qualifié | Non éligible   | 1 401                       | N/Q                         |
| 2017   | 2    | USL              | 32               | 9                | 4                | 19               | 42               | 61               | 31               | 12e/15   | 26e/30   | Non qualifié | Non éligible   | 1 033                       | N/Q                         |
| 2018   | 2    | USL              | 34               | 6                | 7                | 21               | 40               | 71               | 25               | 16e/17   | 30e/33   | Non qualifié | Non éligible   | 3 370                       | N/Q                         |
| 2019   | 2    | USL Championship | 34               | 8                | 7                | 19               | 42               | 82               | 31               | 17e/18   | 33e/36   | Non qualifié | Non éligible   | 2 636                       | N/Q                         |

### Meilleurs buteurs par saison
| Saison | Meilleurs buteurs | Meilleurs buteurs |
| Saison | Joueurs           | Buts              |
| ------ | ----------------- | ----------------- |
| 2015   | Pablo Rossi       | 11                |
| 2016   | Darwin Jones      | 7                 |
| 2017   | Zach Mathers      | 11                |
| 2018   | David Estrada     | 11                |
| 2019   | Justin Dhillon    | 12                |

### Entraîneurs
Le tableau suivant présente la liste des entraîneurs du club depuis 2015.
| Rang | Entraîneur       | Nationalité                     | Début            | Fin             | Matchs | Victoires | Nuls | Défaites | % victoires | Palmarès |
| ---- | ---------------- | ------------------------------- | ---------------- | --------------- | ------ | --------- | ---- | -------- | ----------- | -------- |
| 1    | Ezra Hendrickson | Saint-Vincent-et-les-Grenadines | 13 novembre 2014 | 30 janvier 2018 | 94     | 33        | 15   | 46       | 35.11%      |          |
| 2    | John Hutchinson  | Malte                           | 30 janvier 2018  | 23 janvier 2019 | 34     | 6         | 7    | 21       | 17.65%      |          |
| 3    | Chris Little     | Écosse                          | 23 janvier 2019  | En poste        | 36     | 8         | 7    | 21       | 22.22%      |          |

## Galerie

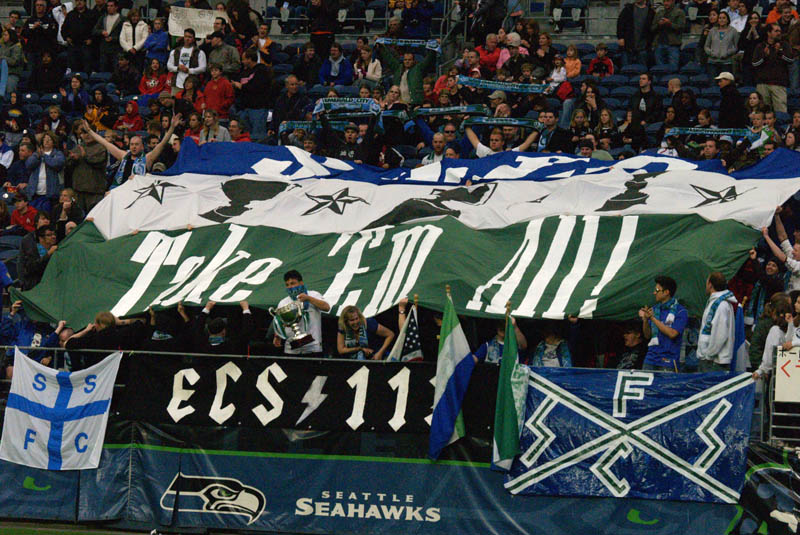
Les Emerald City Supporters pour la rencontre inaugurale de la saison 2008.
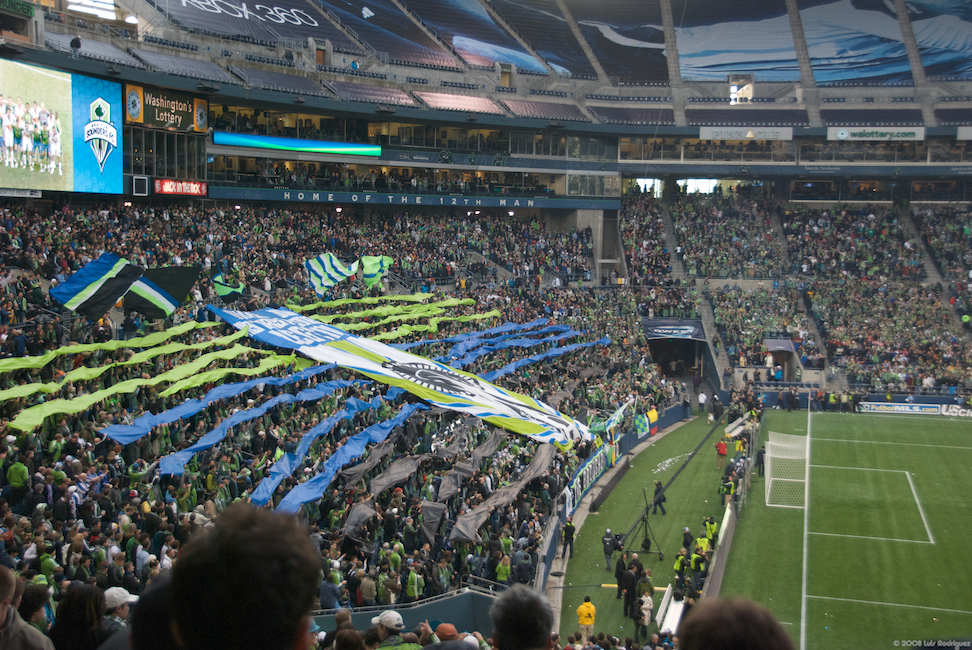
Tifo des supporters des Seattle Sounders lors d'un match en mars 2009.
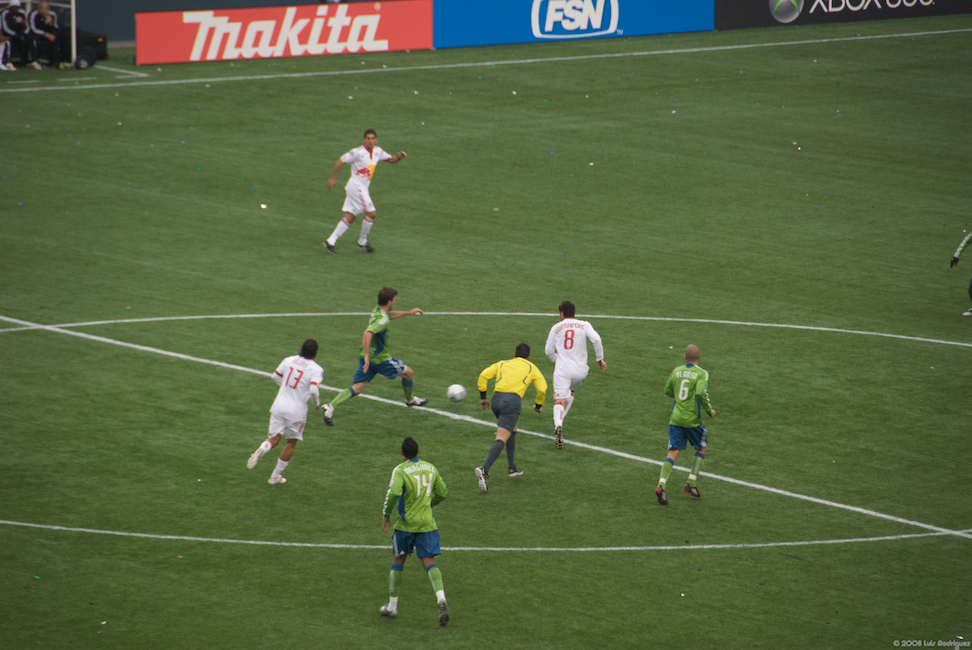
Action de jeu
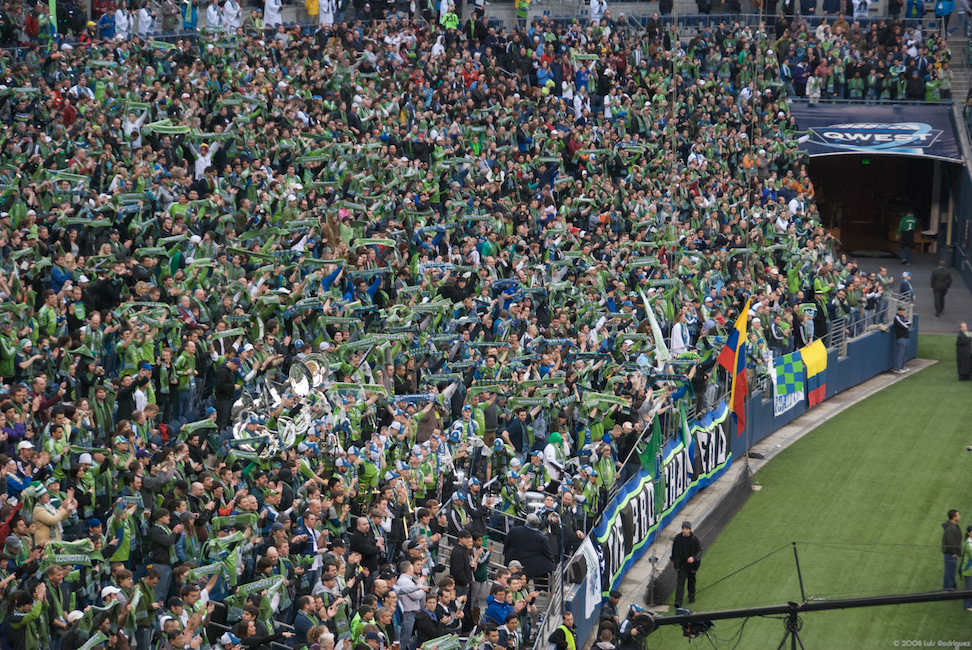
Supporters des Seattle Sounders
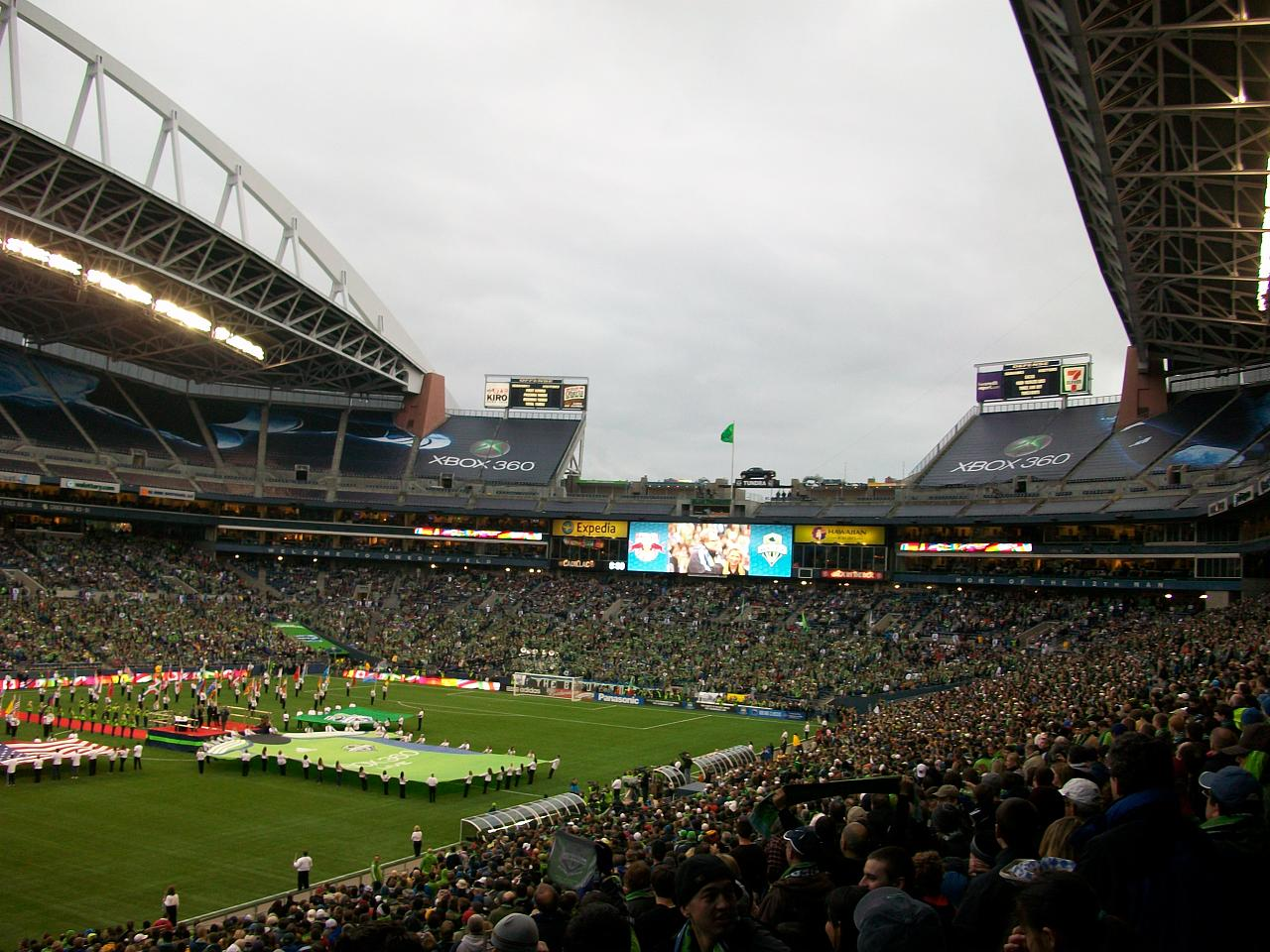
Qwest Field
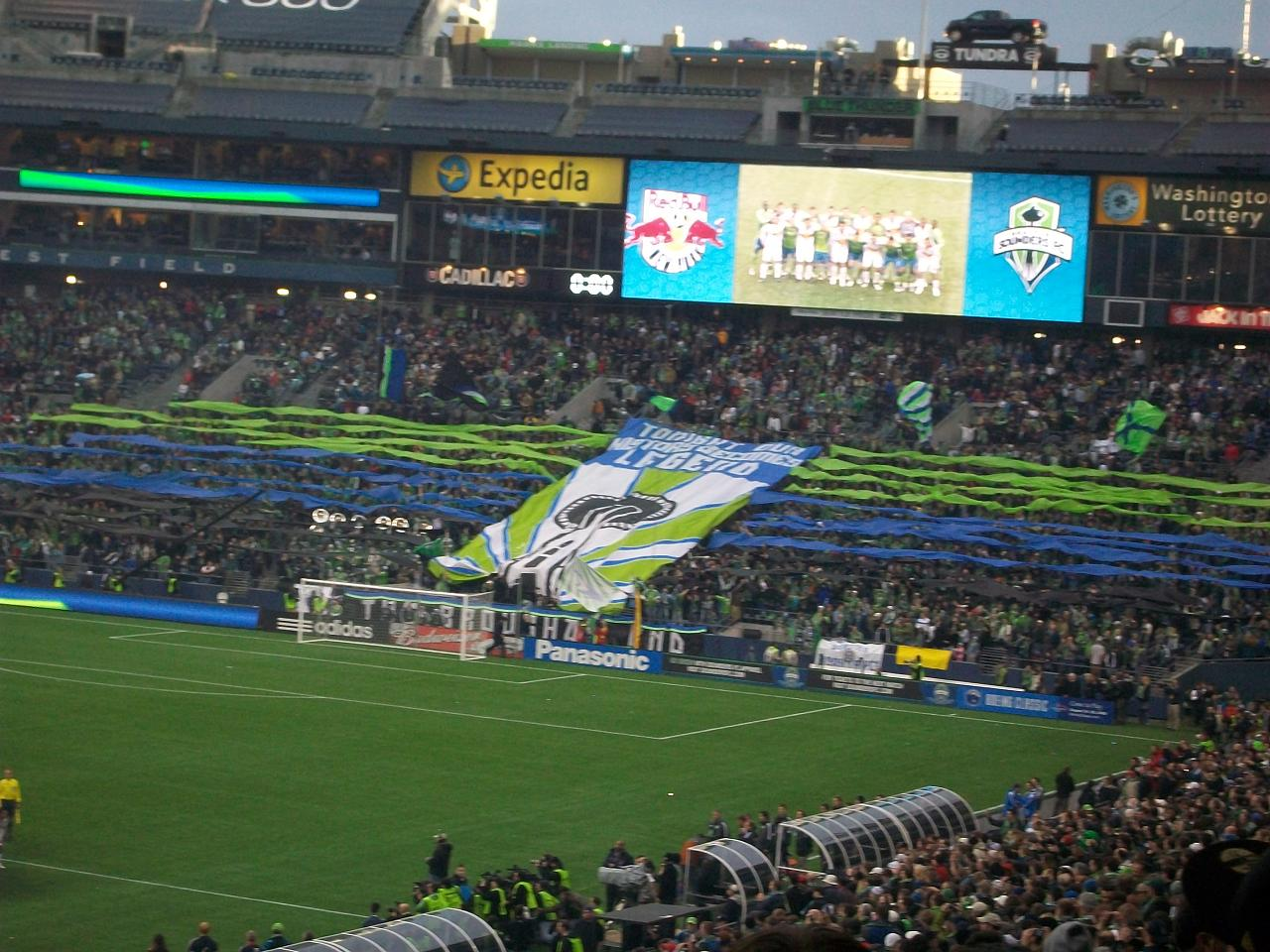
Supporters des Seattle Sounders
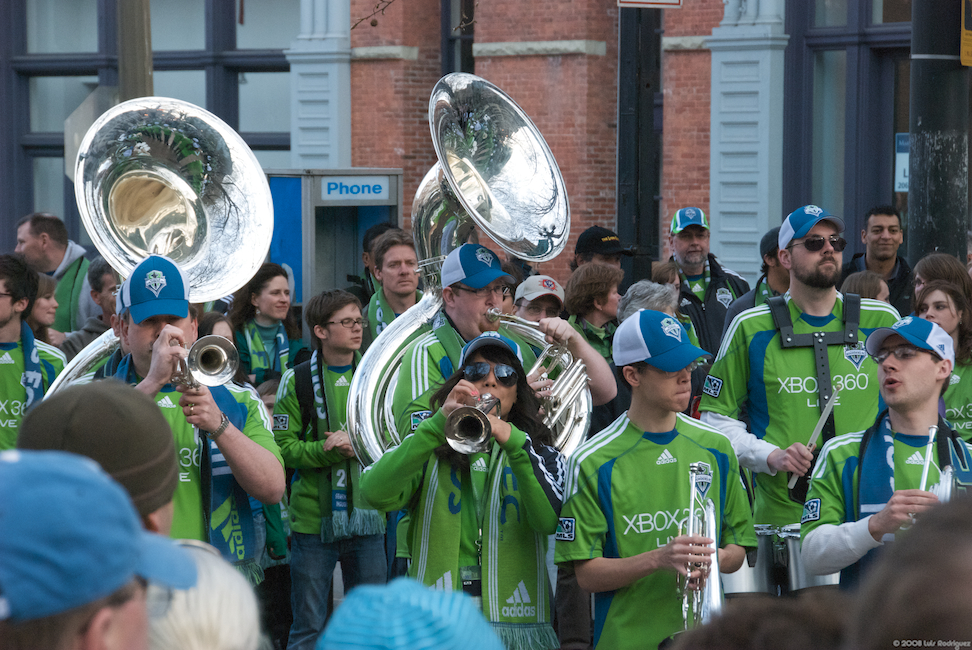
Supporters des Seattle Sounders
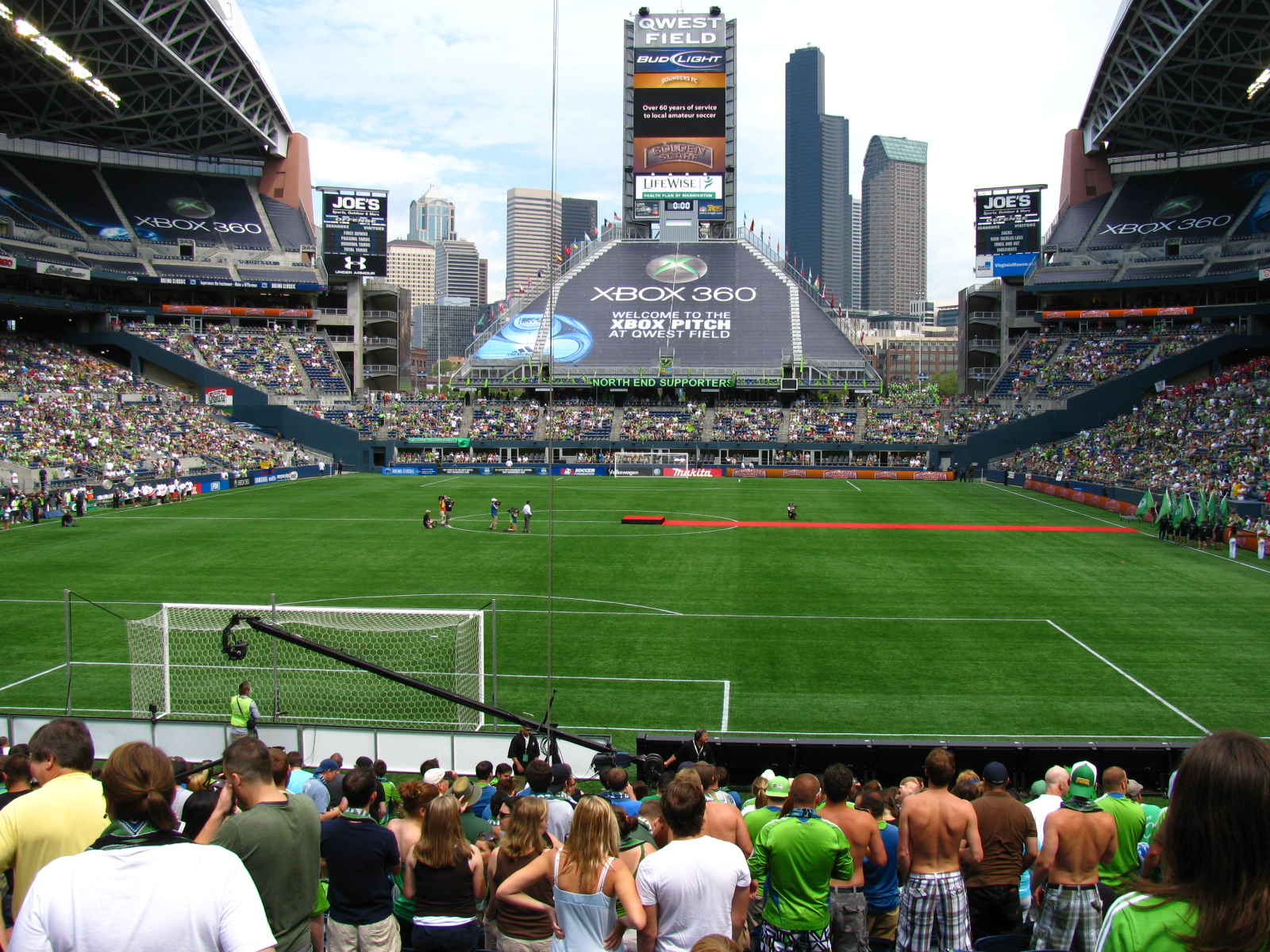
Vue du stade
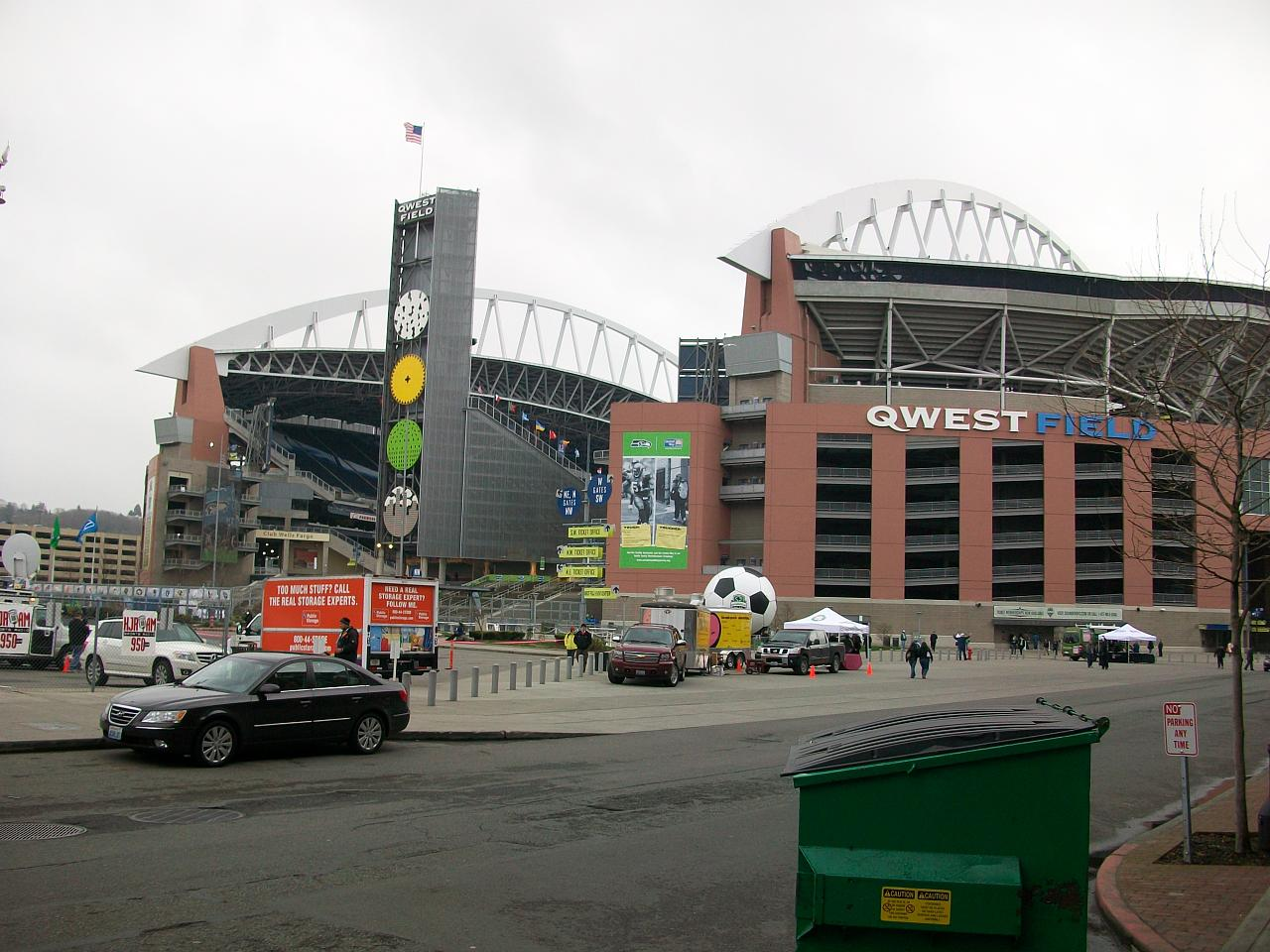
Extérieur du stade